# Demolition Derby (Zamperla)
Pour les articles homonymes, voir Demolition derby.

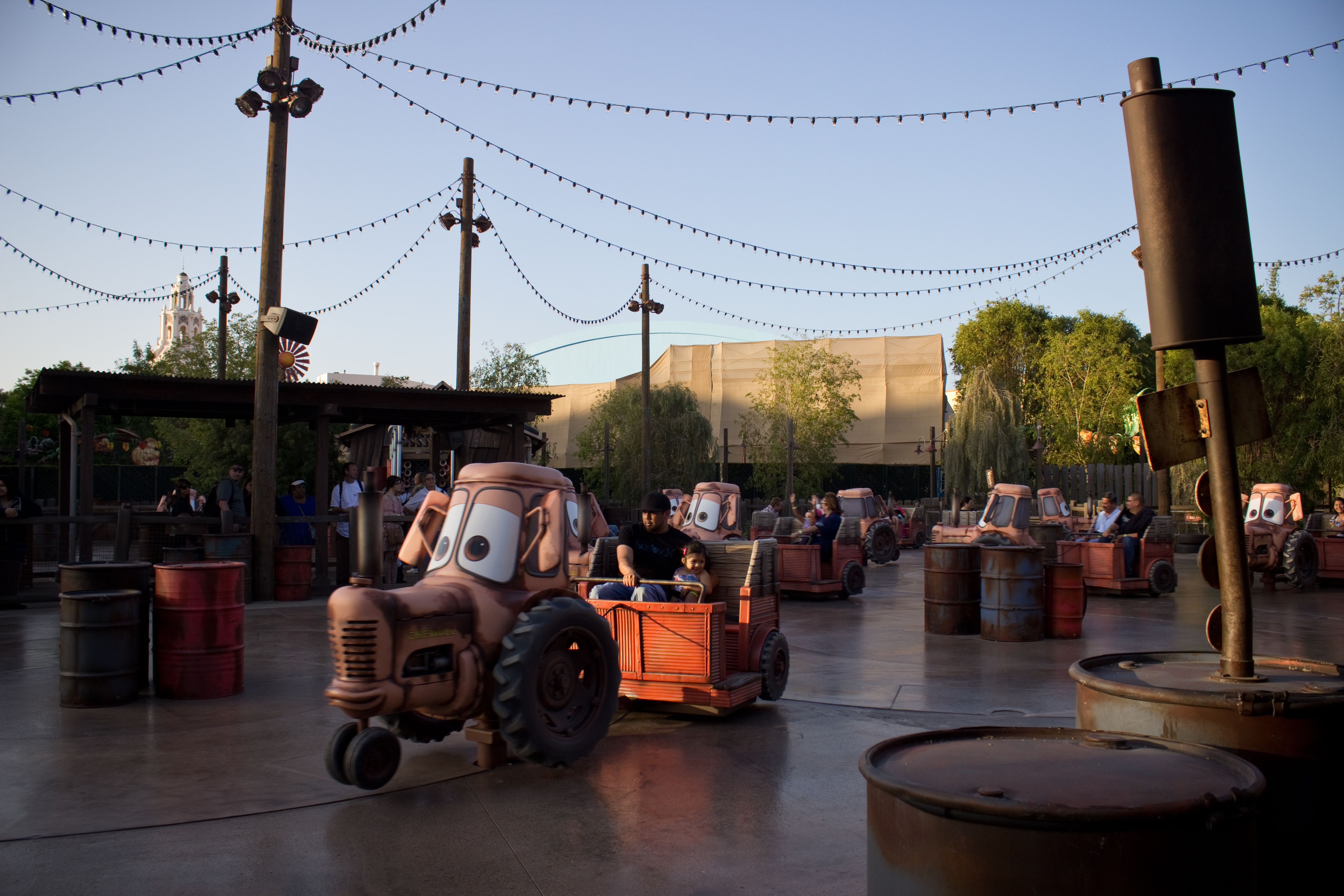
Mater's Junkyard Jamboree à Disney California Adventure.

Demolition Derby est un type d'attraction construit par Zamperla. Ce type d'attraction moderne s'inspire d'anciennes attraction comme la "Crazy daisy" construite à l'origine par Philadelphia Toboggan Coasters,. La mécanique particulière de l'attraction fait également référence à des brevets déposés dans les années 1920 et fin des années 1940. Ces attractions existent en version fixe pour les parcs d'attractions et transportable pour les forains.
L'attraction, sous sa forme originale se présente avec deux plateaux circulaires qui se touchent, formant un huit. Sur ce tracé, six véhicules sont disposés de manière à effectuer ce mouvement de huit en se croisant et en feignant de se rentrer dedans à chaque croisement. La rotation libre de chaque véhicule permet d'ajouter un mouvement supplémentaire à l'attraction. L'attraction procure un mouvement assez proche de celui des tasses.
Le thème original de l'attraction, qui lui vaut son nom commercial "Demolition Derby", provient des derby de démolition où les voitures s'entrechoquent. Demolition Derby est également le nom de plusieurs attractions de type autos tamponneuses comme à Dollywood par exemple.
La version Mater's Junkyard Jamboree à Disney California Adventure est une évolution de l'attraction combinant le principe du Demolition Derby mais en faisant passer les véhicules sur quatre plateaux circulaires au lieu de deux et en remplaçant la rotation libre des véhicules par un effet de glissade comme sur les whips.

## Attractions de ce type
Liste non exhaustive de Demolition Derby dans le monde.
| Nom de l'attraction        | Parc                                | Pays                | Année |
| -------------------------- | ----------------------------------- | ------------------- | ----- |
| Boulder-Dash               | Paulton's Park                      | Royaume-Uni         | 2016  |
| Cars Quatre Roues Rallye   | Parc Walt Disney Studios            | France              | 2007  |
| Cazamedusas de Patricio    | Parque de atracciones de Madrid     | Espagne             |       |
| Crazy Taxi                 | Europa-Park                         | Allemagne           | 2008  |
| Demolition Derby           | Wunderland Kalkar                   | Allemagne           | 2000  |
| Demolition Derby           | Pattaya Park Funny Land             | Thaïlande           |       |
| Demolition Derby           | Hamanako Pal Pal                    | Japon               |       |
| Demolition Derby           | Formosan Aboriginal Culture Village | Taïwan              |       |
| Demolition Derby           | E-DA World                          | Taïwan              |       |
| Demolition Derby           | Morey's Piers                       | États-Unis          | 2004  |
| De Waterlelies             | Plopsaland De Panne                 | Belgique            | 2011  |
| Diesel's Locomotion Mayhem | Drayton Manor                       | Royaume-Uni         | 2008  |
| Driving School             | Adventureland Sharjah               | Émirats arabes unis |       |
| Francis' Ladybug Boogie    | Disney California Adventure         | États-Unis          | 2002  |
| Guardie e Ladri            | Etnaland                            | Italie              | 2002  |
| Les Taureaux sauvages      | Fraispertuis-City                   | France              | 2016  |
| Lily Dance                 | Everland                            | Corée du Sud        |       |
| Mater's Junkyard Jamboree  | Disney California Adventure         | États-Unis          | 2012  |
| Rodeotyrene                | Djurs Sommerland                    | Danemark            | 2015  |
| Tea Cups                   | Knoebels                            | États-Unis          | 1986  |
| The Happy Ride with Baymax | Tokyo Disneyland                    | Japon               | 2020  |
| The Whirlpool              | Tokyo DisneySea                     | Japon               | 2001  |
| Vapocalderone              | Cinecittà World                     | Italie              | 2014  |